# Petar Radišić
Petar Radišić, nogometaš Hajduka iz 1960-tih godina. Prvi službeni nastup imao je protiv Rijeke na Kantridi za prvenstvo Jugoslavije 9. rujna 1962. Ova utakmica upamćena je po tome što se dogodila katastrofa zbog odvaljivanja stijena, kada je ozlijeđeno 96 osoba, ali na sreću prošla je bez poginulih među 5 000 gledatelja.
Radišić je za Hajduk odigrao 4 prvenstvene utakmice, jednu za kup i dva europska nastupa. Pet golova koja je postigao zabio je na prijateljskim utakmicama.
Statistika u Hajduku
| Natjecanje        | Nastupi | Zgoditci |
| ----------------- | ------- | -------- |
| Prvenstvo         | 4       | 0        |
| Kup               | 1       | 0        |
| Superkup          | 0       | 0        |
| Međunarodne       | 2       | 0        |
| Splitski podsavez | 0       | 0        |
| Ukupno            | 7       | 0        |
| Prijateljske      | 24      | 5        |
| Sveukupno         | 31      | 5        |